# Weißgraues Flechtenbärchen

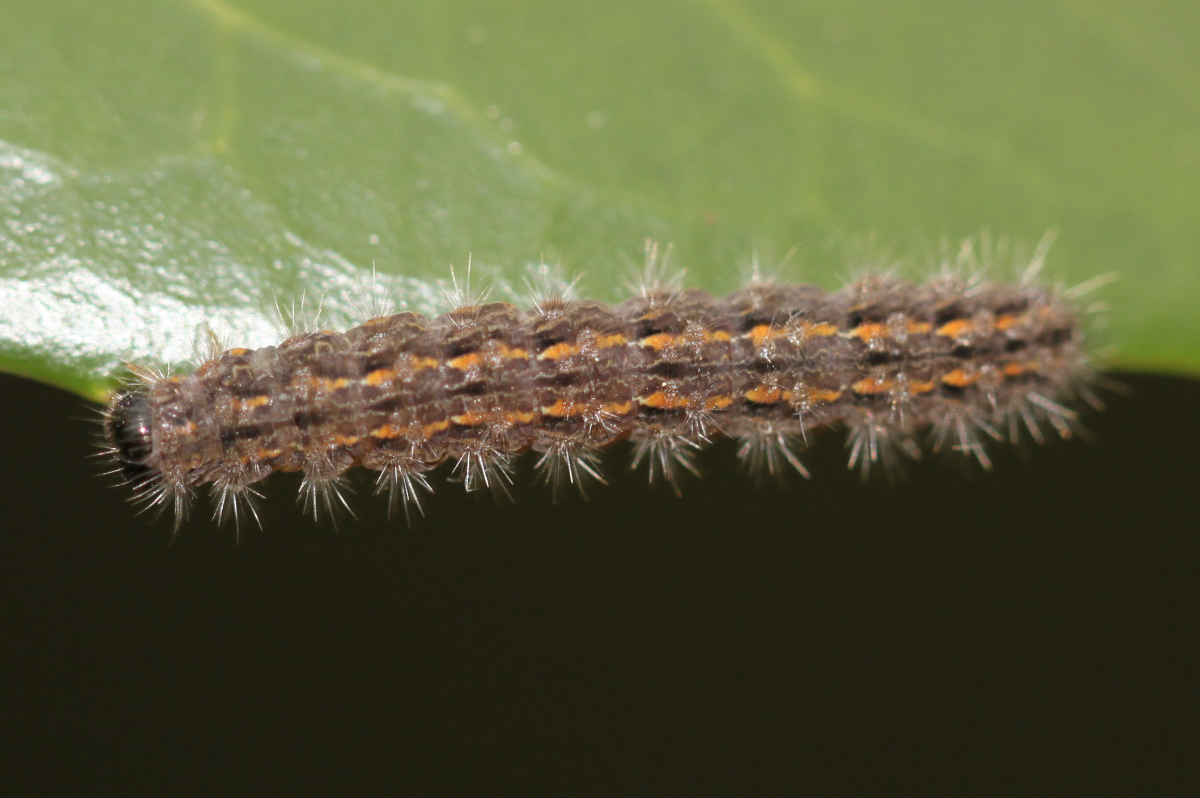
Raupe

Das Weißgraue Flechtenbärchen (Eilema caniola) ist ein Schmetterling (Nachtfalter) aus der Unterfamilie der Bärenspinner (Arctiinae).

## Merkmale
Die Falter erreichen eine Flügelspannweite von 28 bis 35 Millimetern. Die gestreckten Vorderflügel sind silbrig-weiß bis weißgrau. Am Flügelrand befindet sich ein blassgelber, schmaler, sich nicht stark vom Grau abhebender Streifen. Das Flügelende ist oft aufgehellt. Die Hinterflügel sind weiß. Arttypisch ist die kräftig gelbe Farbe von Kopf und Halskrause.
Die Raupen sind gräulich hellbraun gefärbt und haben dunkle und rötlich gefärbte Punktreihen. Sie haben große Warzen und kurze, braune, sehr borstige Haare.

### Ähnliche Arten
- Nadelwald-Flechtenbärchen (Eilema depressa)
- Grauleib-Flechtenbärchen (Eilema lurideola)
- Ähnliches Flechtenbärchen (Eilema pseudocomplana)
- Ockergelbes Flechtenbärchen (Eilema palliatella)
- Gelbleib-Flechtenbärchen (Eilema complana)

## Vorkommen und Verbreitung
Sie kommen in Nordafrika, West- und Südeuropa, östlich bis Russland vor.
Sie leben in wärmebegünstigten Felshängen, Trockengebieten und felsigen Gebüschfluren. Sie benötigen vegetationsfreie Bereiche. In Deutschland kommen sie nur im Südwesten an warmen Hängen vor. Im April 2007 tauchten die Raupen erstmals in den Nürnberger Stadtteilen Gartenstadt und Kettelersiedlung auf.

## Lebensweise
Die Falter sind nachtaktiv und ruhen am Tag auf schattigen Felsen. Sie lassen sich in der Nacht leicht durch Licht locken. Die Tiere fliegen in zwei Generationen von Juni bis September, in den warmen Gebieten im Süden fliegen sie in drei Generationen von Mai bis Oktober. Die Raupen ernähren sich von Stein- und Erdflechten, sie sollen aber auch die Blüten von Ginster (Genista spec.), Hornklee (Lotus spec.) und Klee (Trifolium spec.) fressen. Man findet sie von September bis Mai auf Steinen, auf denen ihre Futterpflanzen wachsen. Sie überwintern. 

## Lästling
Die Art zeigt seit einiger Zeit Massenvermehrungen im Siedlungsbereich, wo sie Grünalgen und Flechten an Hauswänden und auf Dächern frisst, und wird durch Eindringen in Wohnräume lästig. Es gibt Berichte, dass die Härchen der Raupen Hautirritationen auslösen können.